# Ausgebombt
 (novembre 2012).
Si vous disposez d'ouvrages ou d'articles de référence ou si vous connaissez des sites web de qualité traitant du thème abordé ici, merci de compléter l'article en donnant les références utiles à sa vérifiabilité et en les liant à la section « Notes et références ».
Albums de Sodom
The Saw Is the Law
(1991)
Ausgebombt est un single du groupe de thrash metal allemand Sodom.
La chanson Incest a été enregistrée en concert à Eissporthalle Braunschweig en 1989.

## Liste des titres
| No | Titre                             | Durée |
| -- | --------------------------------- | ----- |
| 1. | Ausgebombt (Version allemande)    | 3:07  |
| 2. | Don't Walk Away (Reprise de Tank) | 3:00  |
| 3. | Incest (Live)                     | 4:28  |

## Composition du groupe
- Tom Angelripper - Chant, Basse
- Frank Blackfire - Guitare
- Chris Witchhunter - Batterie

Membre additionnel
- Bela B. - Chant sur Ausgebombt